# Troy Nisbett
Troy Nisbett (geb. 20. Januar 2000 in St. Kitts und Nevis) ist ein Schwimmer aus St. Kitts und Nevis. Er trat bei den Olympischen Sommerspielen 2024 in Paris an.

## Karriere
Nisbett trat zuerst bei den Schwimmweltmeisterschaften 2024 in Doha an sowie in den CARIFTA Games 2024 in St. George’s. Damit qualifizierte er sich für die Olympischen Spiele. Im Wettbewerb 50 m Freistil kam er auf Platz 69. Nisbett war der erste Schwimmer, der für St. Kitts und Nevis antrat und zugleich mit einem Alter von 15 Jahren der jüngste Olympiateilnehmer.